# Naturalis Biodiversity Center
Naturalis Biodiversity Center is een onderzoeksinstituut en natuurhistorisch museum in de Zuid-Hollandse stad Leiden. Naturalis, het Nederlands Centrum voor Biodiversiteit (NCB), is ontstaan uit een fusie tussen het Zoölogisch Museum Amsterdam, het Nationaal Herbarium Nederland en Natuurhistorisch Museum Naturalis. Sinds 2012 wordt de naam Naturalis Biodiversity Center gebruikt. Op 31 augustus 2019 opende het gerenoveerde en uitgebreide instituut zijn deuren.

## Geschiedenis
Naturalis Biodiversity Center kent als organisatie een lange historie. Op 9 augustus 1820 werd bij koninklijk besluit en op initiatief van Coenraad Temminck in Leiden het Rijksmuseum van Natuurlijke Historie (RMNH) opgericht. In 1878 werden de geologische en mineralogische verzamelingen afgesplitst om het nieuwe Rijksmuseum van Geologie en Mineralogie (RGM) te vormen. In 1990 zijn het RMNH en RGM gefuseerd tot Nationaal Natuurhistorisch Museum en werden de activiteiten weer samengevoegd. In 1995 is het museum verzelfstandigd in de "Stichting Nationaal Natuurhistorisch Museum". De naam "Naturalis" wordt vanaf de opening van de nieuwbouw bij het Pesthuis in 1998 gebruikt. Het werd op 7 april van dat jaar geopend door koningin Beatrix.
De basis voor het Zoölogisch Museum Amsterdam werd gelegd in 1838 met de oprichting van het Zoölogisch Genootschap 'Natura Artis Magistra'. De geschiedenis van het Nationaal Herbarium Nederland, dat een Leidse, Utrechtse en Wageningse tak kende, gaat terug tot 1829 toen Carl Ludwig Blume in Brussel het initiatief nam tot oprichting van het Rijksherbarium en koning Willem I per Koninklijk Besluit opdracht gaf tot de oprichting.
In 2010 werden het Nationaal Natuurhistorisch Museum Naturalis, het Zoölogisch Museum Amsterdam en het Nationaal Herbarium Nederland samengevoegd tot Nederlands Centrum voor Biodiversiteit (NCB) Naturalis. De collecties en het personeel werden samengebracht in Leiden. Het uiteindelijke doel van de samenwerkende partijen is een volledige fusie. In 2013 fuseerde ETI BioInformatics, door UNESCO in 1990 opgericht, met Naturalis Biodiversity Center. Hiermee werd de groep die zich wijdt aan biodiversiteitsinformatica versterkt. Zo werd de Catalogue of Life (Species 2000) er ondergebracht en werd bijgedragen aan de Global Biodiversity Information Facility (GBIF, NLBIF).

## Accommodatie

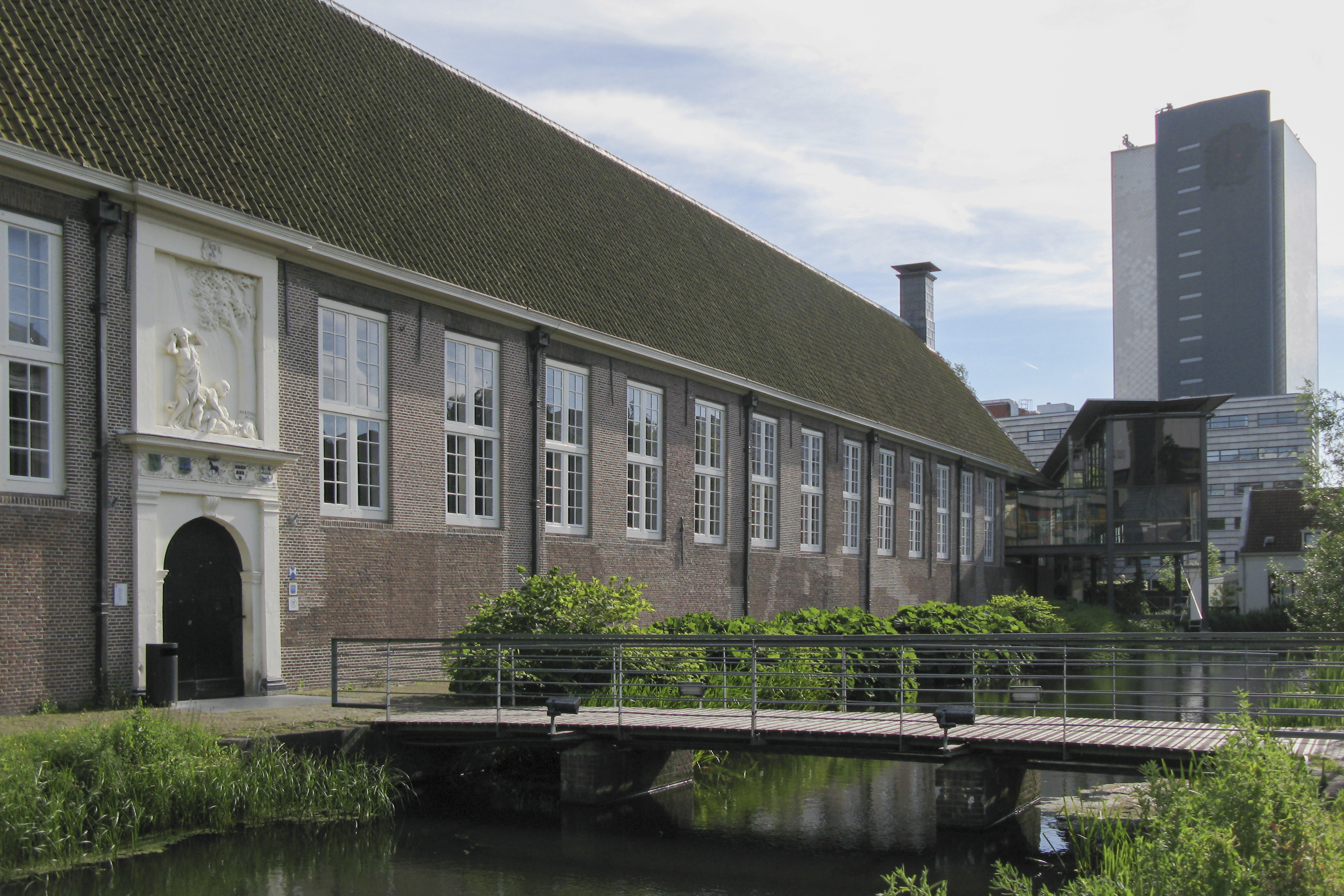
Voormalige entree via het Pesthuis

Toen het Rijksmuseum van Natuurlijke Historie in 1820 werd opgericht was het beperkt toegankelijk voor publiek. In sommige periodes was het gesloten. In 1986 werd besloten dat het een publieksmuseum moest worden. Hiervoor was wel uitgebreide nieuwbouw nodig. De kosten – rond de 60 miljoen euro – waren de grootste voor een museum tot dat moment, op de bouw van het Rijksmuseum Amsterdam na.
De Leidse architect Fons Verheijen ontwierp de nieuwbouw die in 1998 geopend werd. Het ontwerp omvatte naast publiek toegankelijke tentoonstellingszalen en een bibliotheek, ook een expeditieruimte, laboratoria, kantoorruimten en een collectietoren met een hoogte van 62 meter.
Het 17e-eeuwse Pesthuis, dat van 1954 tot 1984 onderdak had geboden aan het Legermuseum, was onderdeel van het museumgebouw. Hier bevonden zich de entree, garderobe, museumwinkel en een café. De twee delen waren met elkaar verbonden door een 80 meter lange loopbrug. Met de oprichting van NCB Naturalis in 2010 was duidelijk dat, om de totale collectie en alle medewerkers te kunnen huisvesten, er weer nieuwbouw gepleegd moest worden. Vanaf 1 september 2016 was een groot deel van het museum wegens verbouwing gesloten.

### Nieuwbouw 2019
Op 31 augustus 2019 werd het museum heropend. Neutelings Riedijk Architecten ontwierp de nieuwbouw van het museum, waardoor het instituut in omvang bijna verdubbelde. Blikvanger is een groot atrium dat toegang biedt tot de negen verdiepingen van het nieuwe museum. Dit atrium vervangt de oorspronkelijke entreehal in het Pesthuis.
De nieuwbouw leidde tot een conflict met Fons Verheijen, de architect van het oorspronkelijke gebouw uit 1998. Hij klaagde Naturalis aan omdat hij de verbouwing zag als een aantasting van zijn auteursrecht. De rechter gaf hem daarin gelijk. Uiteindelijk resulteerde dit in een schikking door het museum met de architect van 1,5 miljoen euro.
Tot de opening van de nieuwbouw toonde Naturalis tijdelijke tentoonstellingen in het entreegebouw. Dit Pesthuis maakt sinds de opening van het vernieuwde museum geen deel meer uit van Naturalis en is in 2020 verkocht.

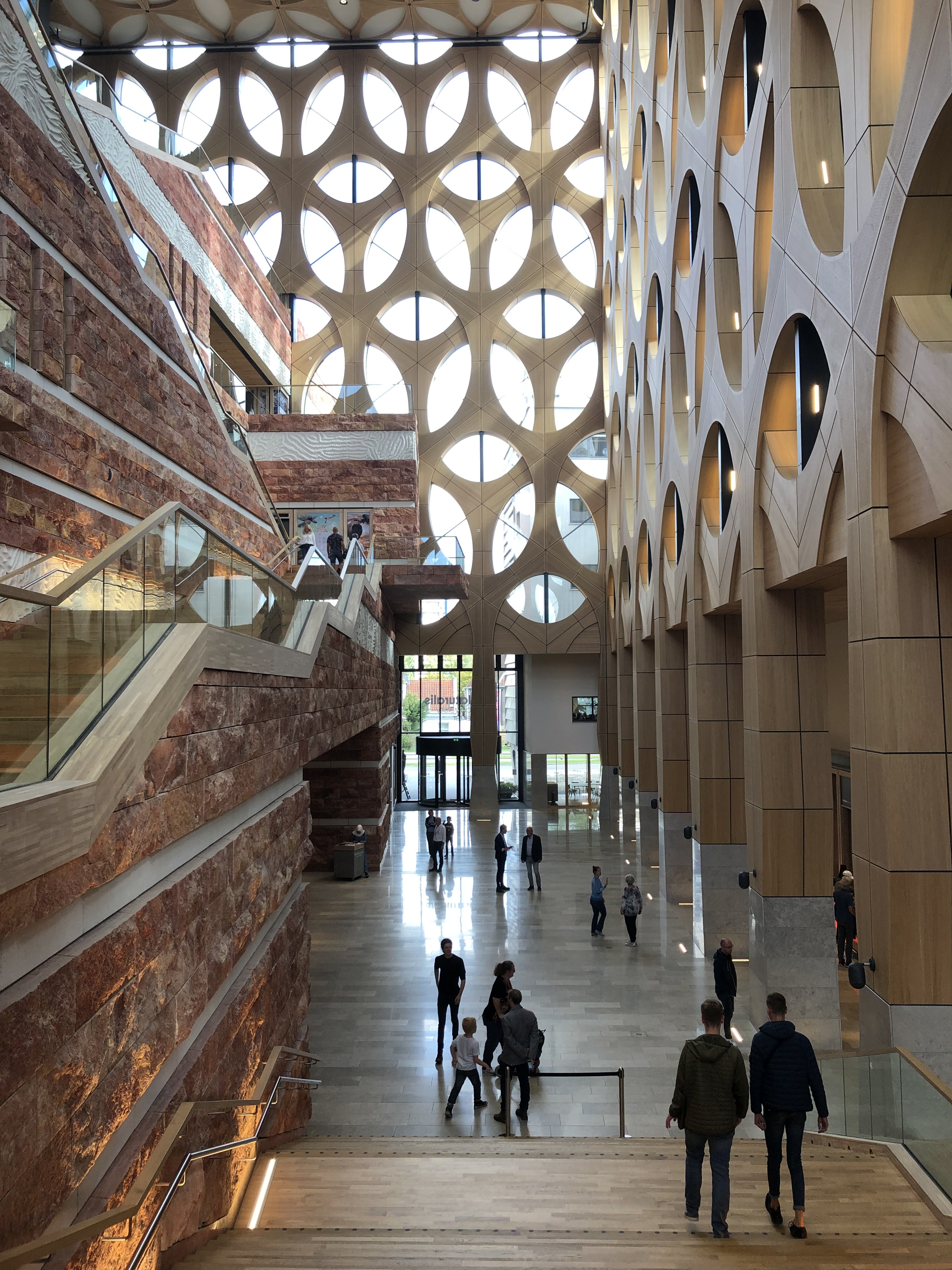
Atrium van de nieuwbouw van Naturalis
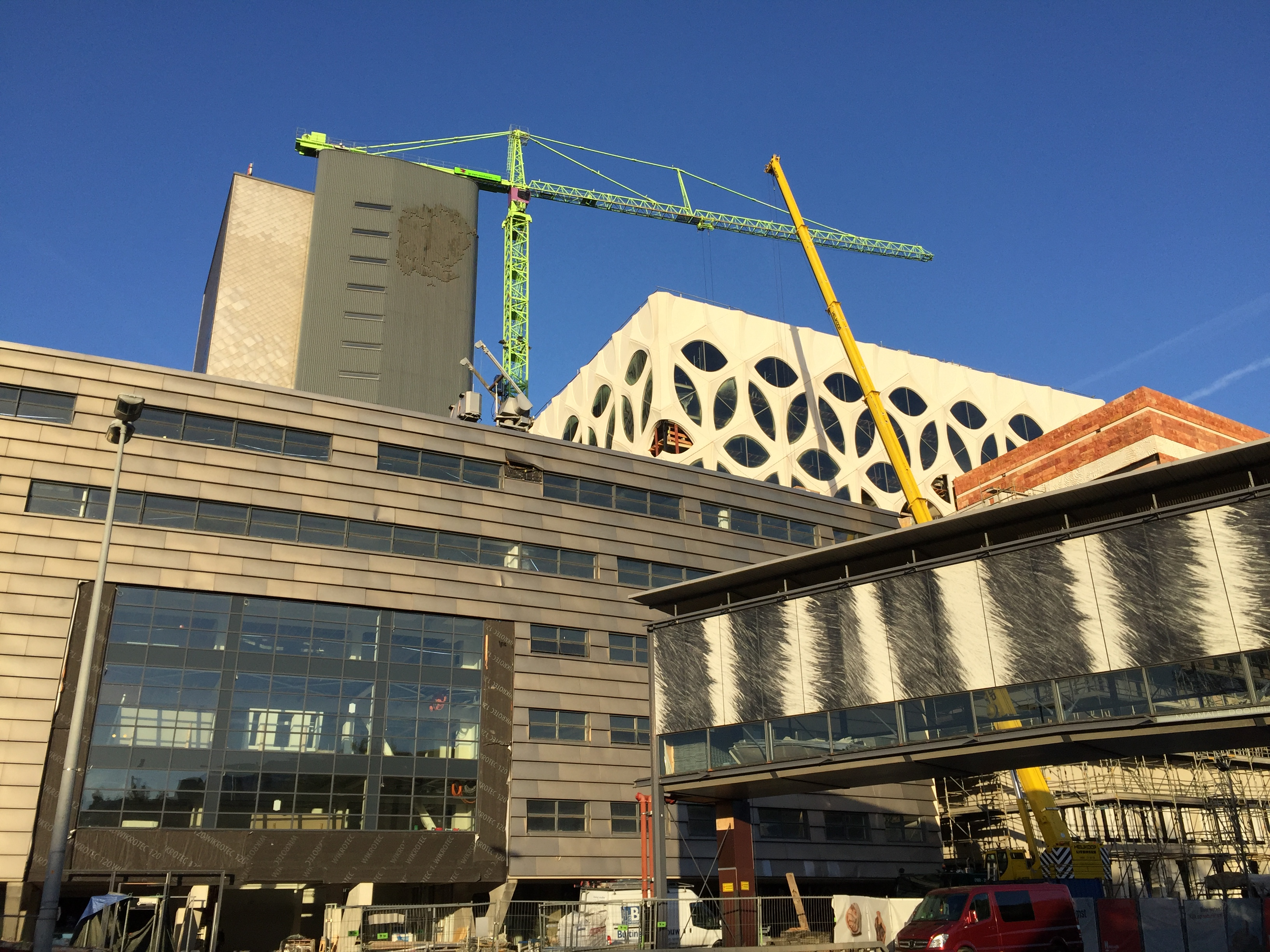
Constructie van de nieuwbouw
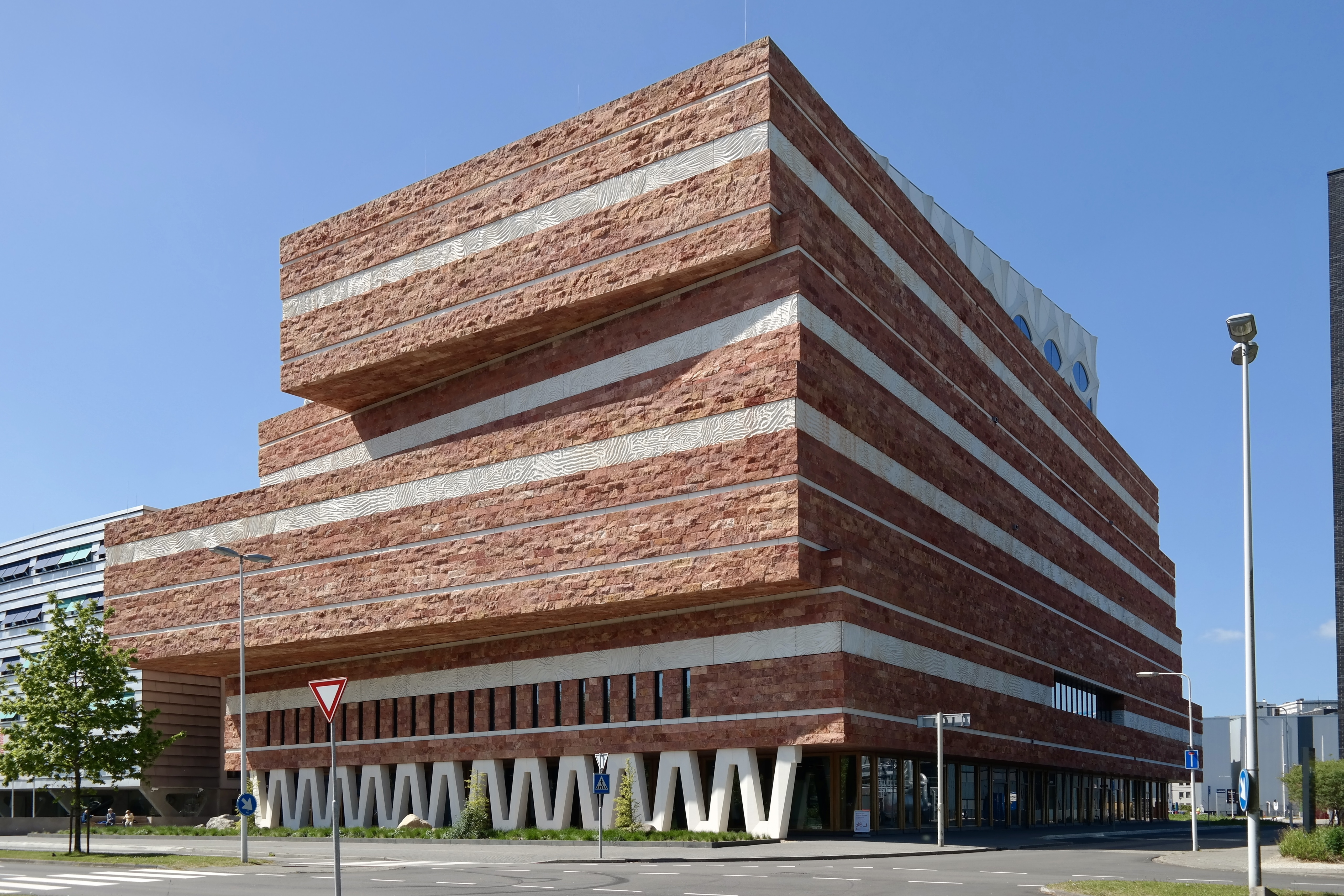
De nieuwbouw in 2022

## Collectie

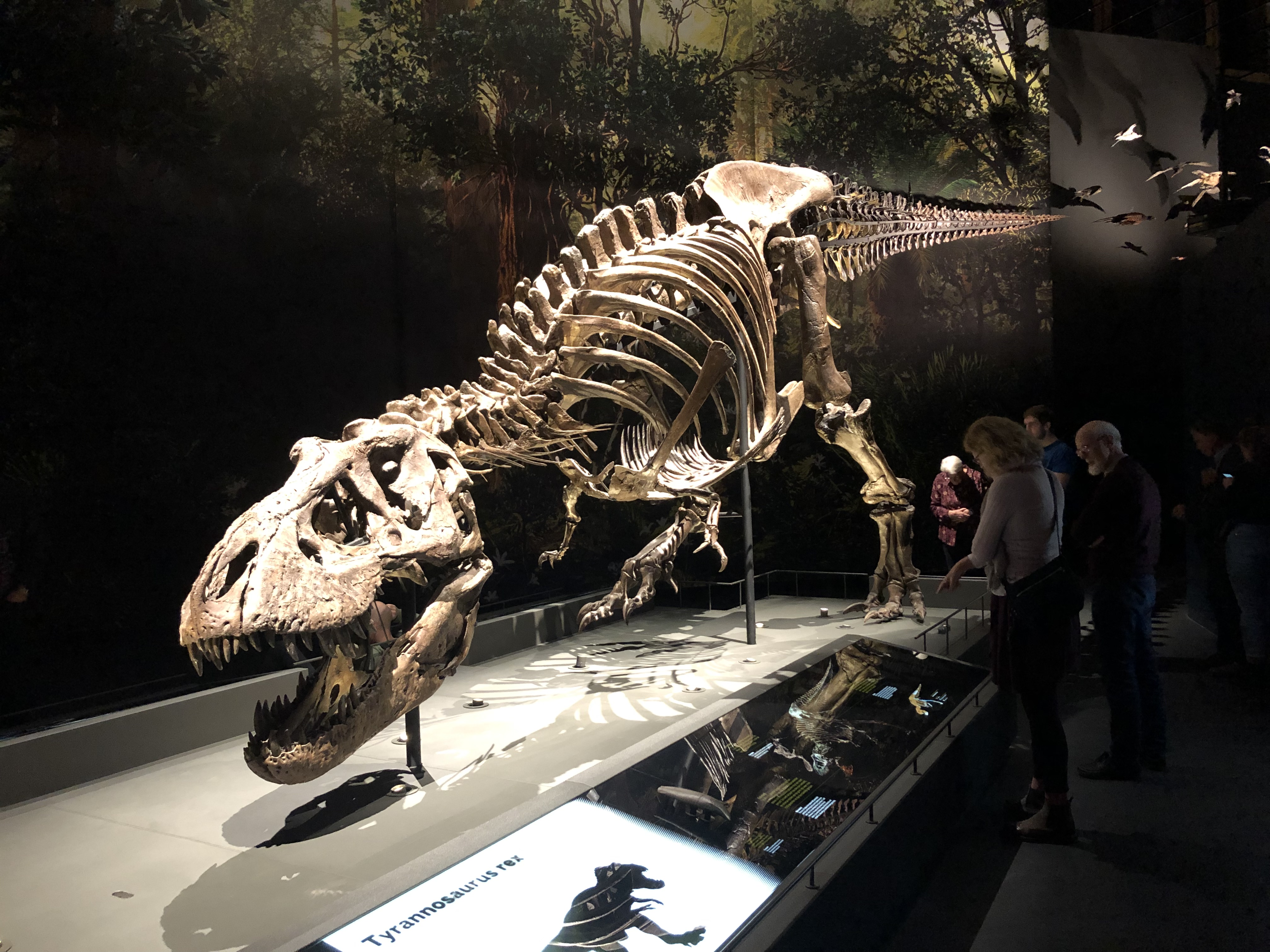
Trix, het Tyrannosaurus-skelet, maakt sinds de heropening deel uit van de permanente collectie

Het instituut beheert het grootste deel van de Nederlandse natuurhistorische collecties. De totale collectie van Naturalis Biodiversity Center behoort qua omvang tot de top vijf van de wereld en telde in 2022 ruim 43 miljoen objecten.
De collectie is doorzoekbaar op de website Bioportal. Ook is de collectie te doorzoeken via de Naturalis-app, wat handig is bij een bezoek aan het museum.
Het museum informeert het publiek over de biodiversiteit op aarde. Belangrijk onderdeel hiervan is de ontwikkeling van moderne educatieve trajecten voor basis- en voortgezet onderwijs. In 2022 trok het museum naar eigen zeggen ruim 440 duizend bezoekers. Het instituut beheert vele natuurinformatiewebsites zoals het Nederlands Soortenregister en het Nederlands Caribisch Soortenregister en produceert mobiele apps, zoals de Naturalis Museumapp en Dierenzoeker. In totaal worden de door Naturalis Biodiversity Center beheerde digitale informatiediensten ruim vijf miljoen keer per jaar bezocht (2014).
Een skelet van een Tyrannosaurus rex werd in 2016 aangeschaft en heeft de naam Trix gekregen. Van september 2016 tot juni 2017 stond het skelet in een tijdelijke tentoonstellingsruimte in het Pesthuis, daarna ging het skelet op tournee langs instellingen in Oostenrijk, Spanje en Frankrijk. De totale kosten van de aanschaf, vervoer, restauratie en opstelling zouden rond de vijf miljoen euro hebben bedragen. In het nieuwe Naturalis staat Trix op een prominente plek in de zaal "dinotijd" samen met nog een aantal andere dinosaurusskeleten.
Sinds de heropening in augustus 2019 zijn er acht museumzalen: leven, dinotijd, de vroege mens, de verleiding, de ijstijd, evolutie, de dood en de aarde. Daarnaast is er een LiveScience-lab waar onderzoekers demonstreren waar ze mee bezig zijn.

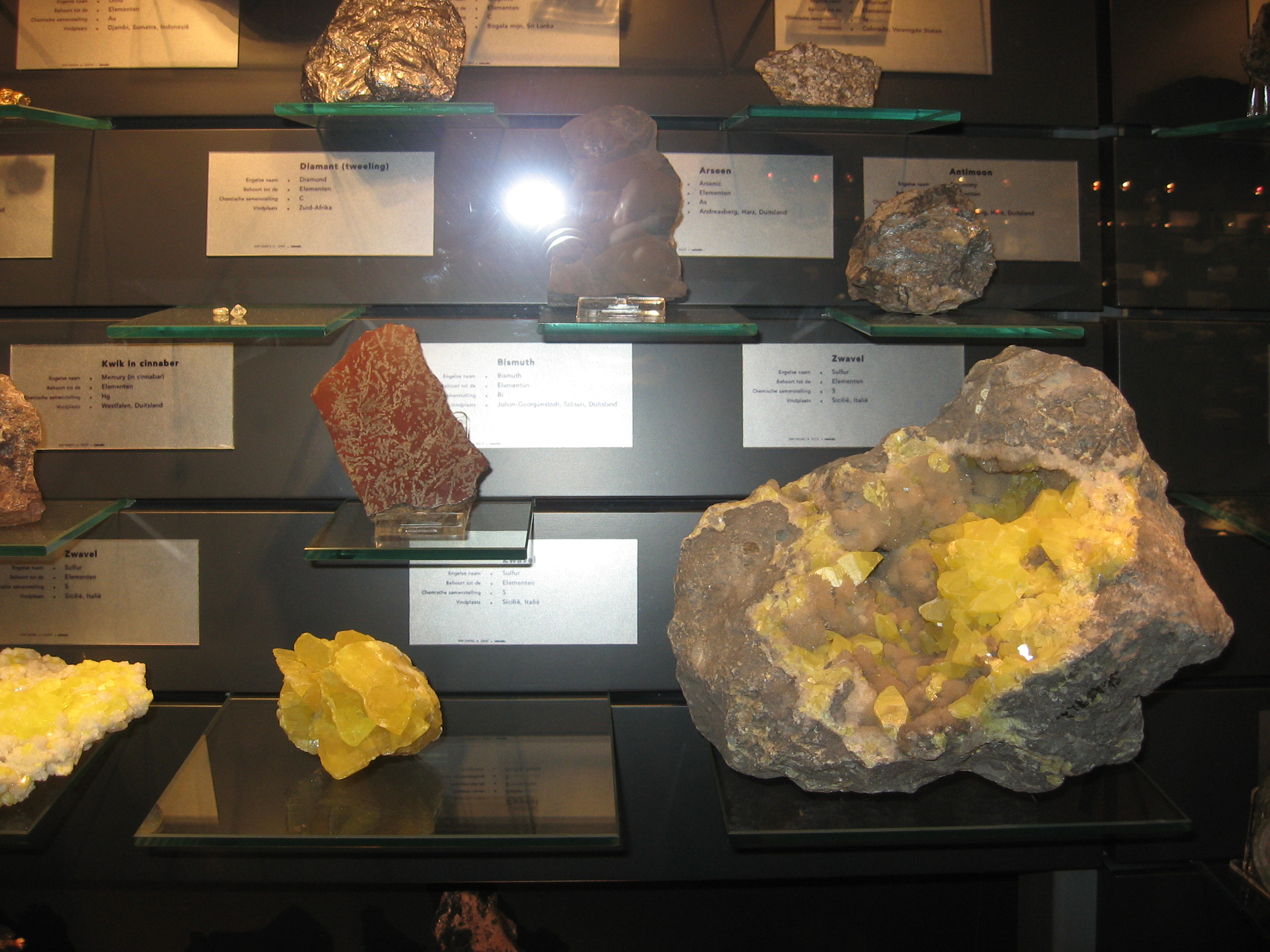
Voormalige opstelling van gesteenten en mineralen

De collectie bestaat niet alleen uit exemplaren van talloze organismen die op aarde leven of hebben geleefd, maar ook uit geologische objecten en documentatie, zoals foto's, prenten en kaarten. In de bibliotheek bijvoorbeeld, zijn veel boeken te vinden over het prepareren en conserveren van dieren  onder andere van P. Staffeleu, oprichter van de Nederlandse Vereniging van Preparateurs.

### Specimina
- 14,6 miljoen insecten
- 8 miljoen weekdieren
- 1,6 miljoen andere ongewervelden
- 615 duizend gewervelden, waaronder:
  - 380 duizend vogels
  - 125 duizend vissen
  - 60 duizend reptielen en amfibieën
  - 50 duizend zoogdieren
- 2,2 miljoen fossielen
- 500 duizend gesteenten en mineralen
- 4,9 miljoen hogere planten
- 705 duizend mossen
- 350 duizend schimmels
- 282 duizend korstmossen
- 250 duizend algen
- 135 duizend varens
- 121 duizend houtmonsters
- 12 duizend gallen
- 6 duizend slijmzwammen

### Documentatie
- 310 duizend foto's, dia's en glasnegatieven
- 140 duizend banden
- 91,5 duizend microfiches
- 57 duizend prenten en tekeningen
- 14 duizend tijdschrifttitels
- 13 duizend kaarten

## Onderzoeksinstituut
Naturalis Biodiversity Center is naast een museum ook een wetenschappelijk onderzoeksinstituut, verbonden met de meeste Nederlandse universiteiten. In 2012 werkten er ongeveer honderd onderzoekers en zo'n tweehonderd gastonderzoekers aan biodiversiteitsvraagstukken, geholpen door een groot netwerk van amateuronderzoekers (Engels: "citizen science"). De onderzoekers specialiseren zich in mariene en terrestrische zoölogie, botanie en geologie. De medewerkers verzorgen ook universitair onderwijs en ontwikkelen aanvullende curricula en gastcolleges.
In de periode 2012–2016 onderzoekt het instituut, naast de gebruikelijke systematische werkzaamheden, de volgende thema's: evolutie van kenmerken, wisselwerkingen tussen soorten en dynamische biodiversiteit.
In ARISE werkt Naturalis aan het grootste onderzoeksproject in haar geschiedenis: een infrastructuur die alle Nederlandse soorten moet kennen en herkennen.

## Digitalisering
In 2010 ontving Naturalis Biodiversity Center 13 miljoen euro uit het Fonds Economische Structuurversterking om de collectie te digitaliseren. Hiermee is in 2011 begonnen. Het project is medio 2015 succesvol afgerond. Zeven miljoen objecten zijn gedigitaliseerd en worden opgeslagen in een database die voor iedereen online beschikbaar is, zodat onderzoek op afstand mogelijk is. Digitalisering van oude collecties vindt naar behoefte plaats. In 2015 en begin 2016 werden meer dan 275 duizend afbeeldingen van de Naturalis-collectie ingebracht in Wikimedia Commons.

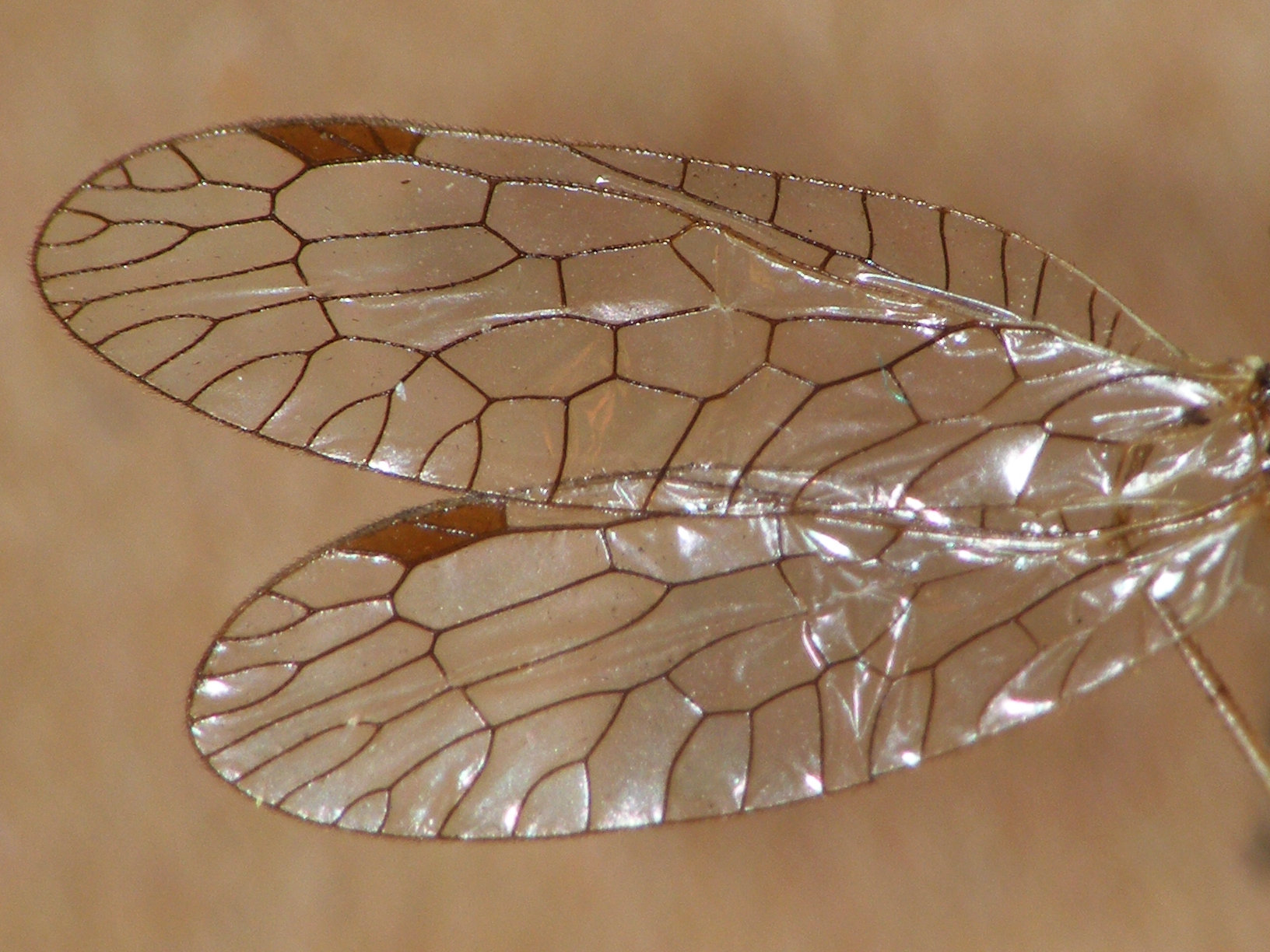
Vleugels van Raphidia ophiopsis
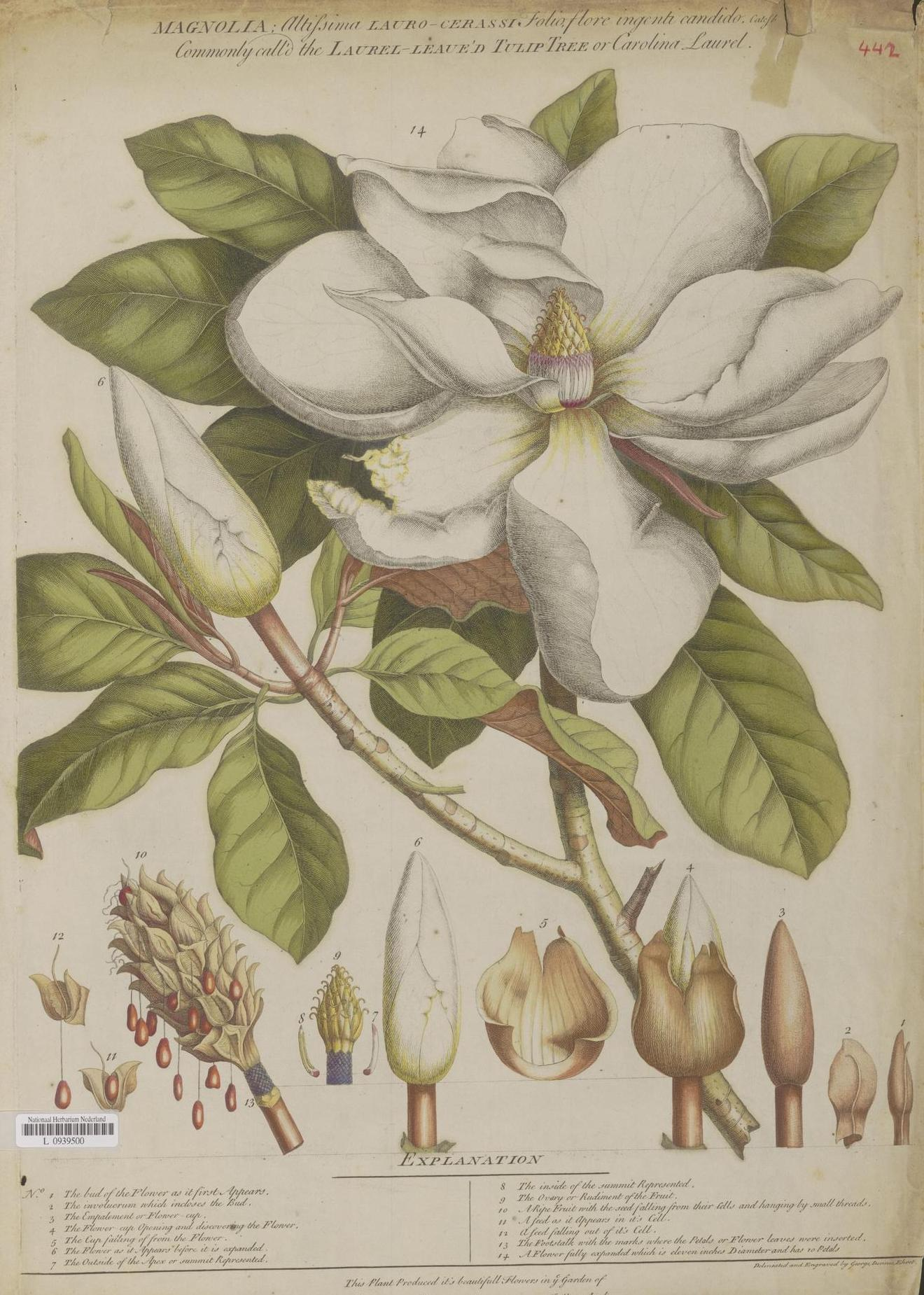
Magnolia altissima
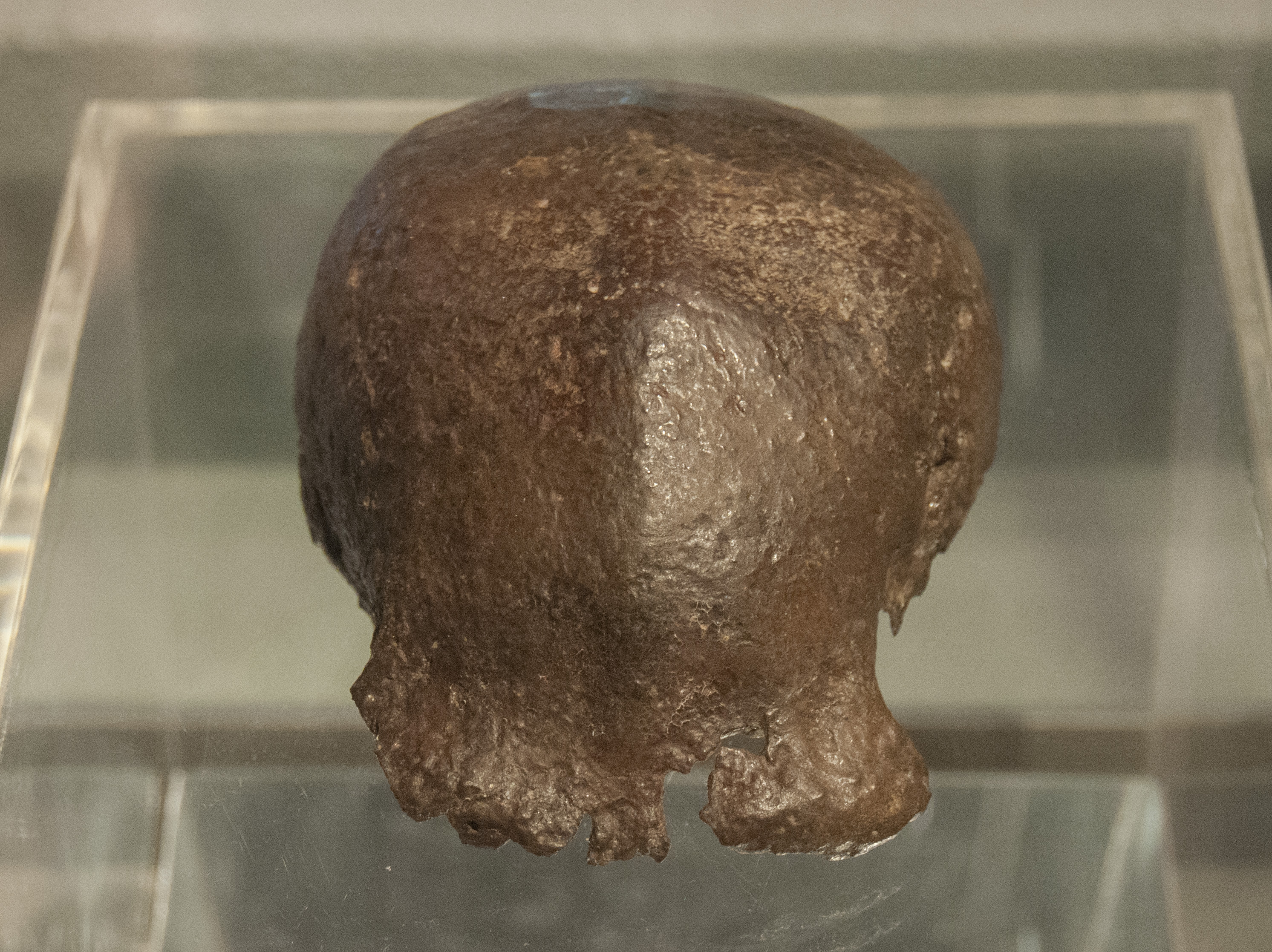
Schedel Javamens
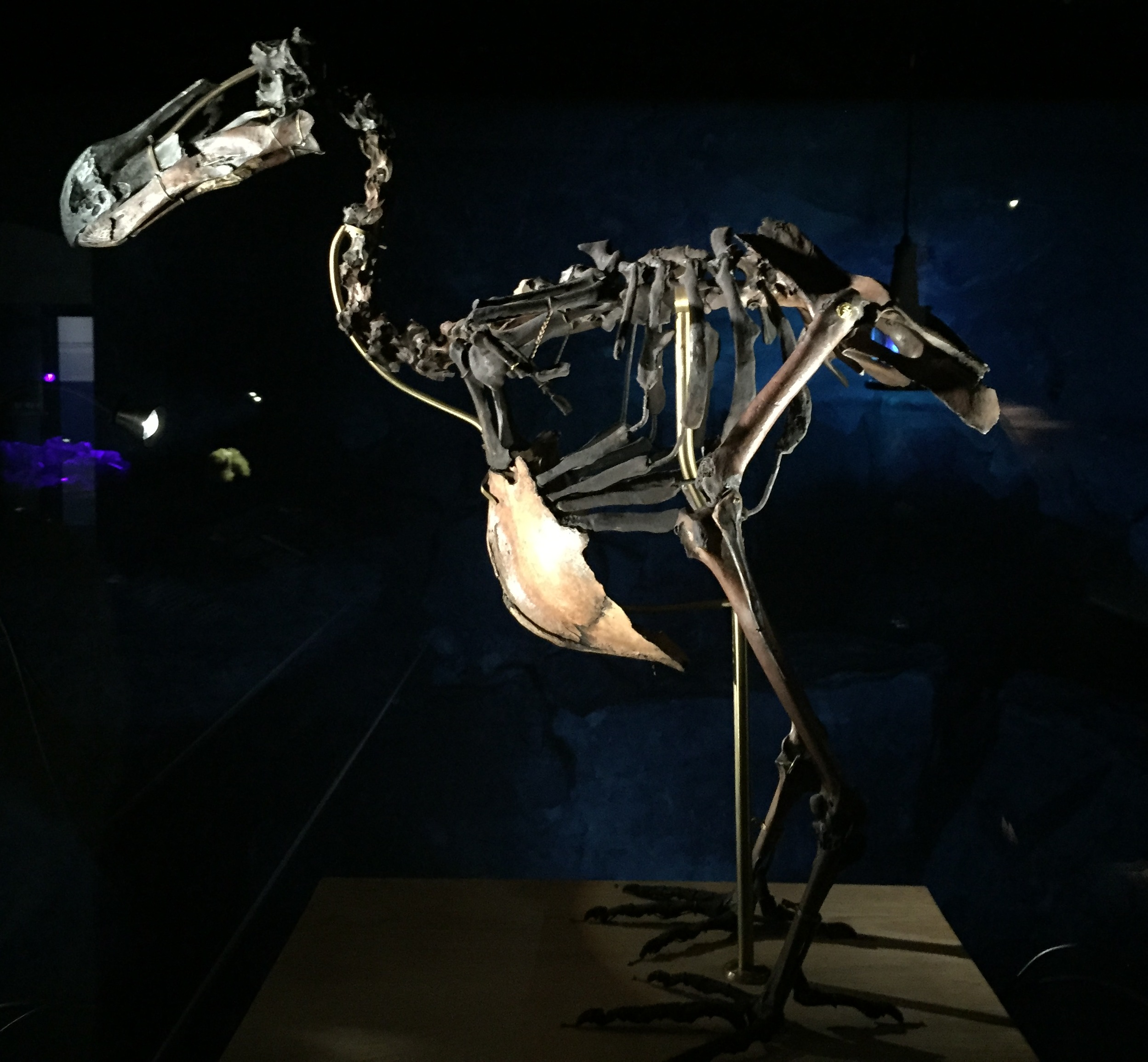
Reconstructie van het skelet van een dodo
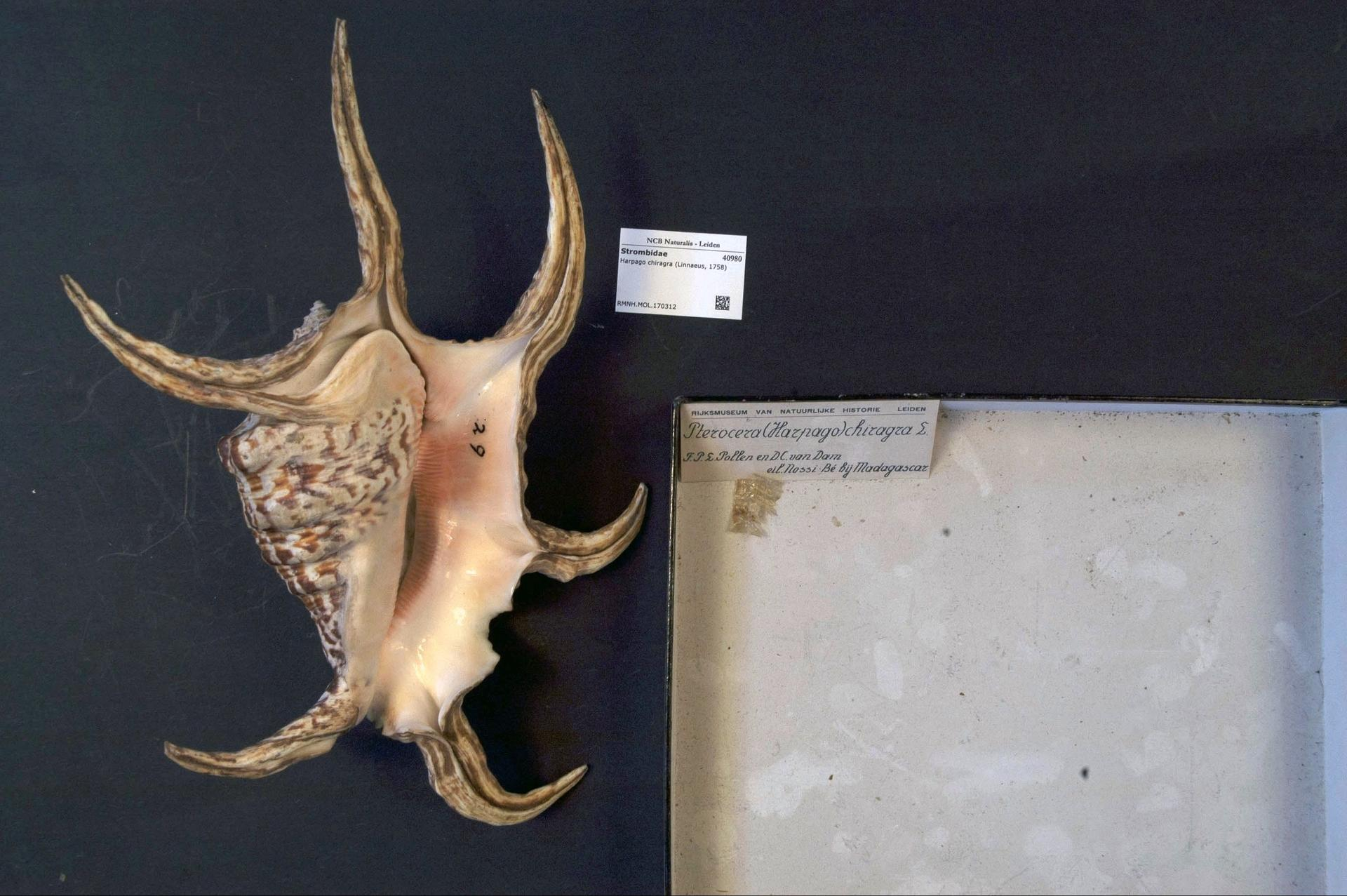
Schelp van Harpago chiragra

## Varia
- In 2015 zijn de museumzalen, een aantal ruimtes van de wetenschappelijke collectie en ruim 100 objecten toegevoegd aan Google Street View in het Google Art Project.
- De Nederlandse Fauna is een door Naturalis uitgebrachte reeks natuurgidsen die de fauna in Nederland tot in detail beschrijft.
- In 2020 won het de VriendenLoterij Museumprijs
- In 2021 won Naturalis de European Museum of the Year Award.[10]